# Храм Преображения Господня (Хотылёво)
Храм Преображения Господня — недействующий храм Брянской епархии Русской православной церкви. Памятник архитектуры XVIII века регионального значения, один из немногих в Брянской области усадебных храмов середины XVIII века в стиле елизаветинского барокко:182. В настоящее время находится в разрушенном состоянии.

## История

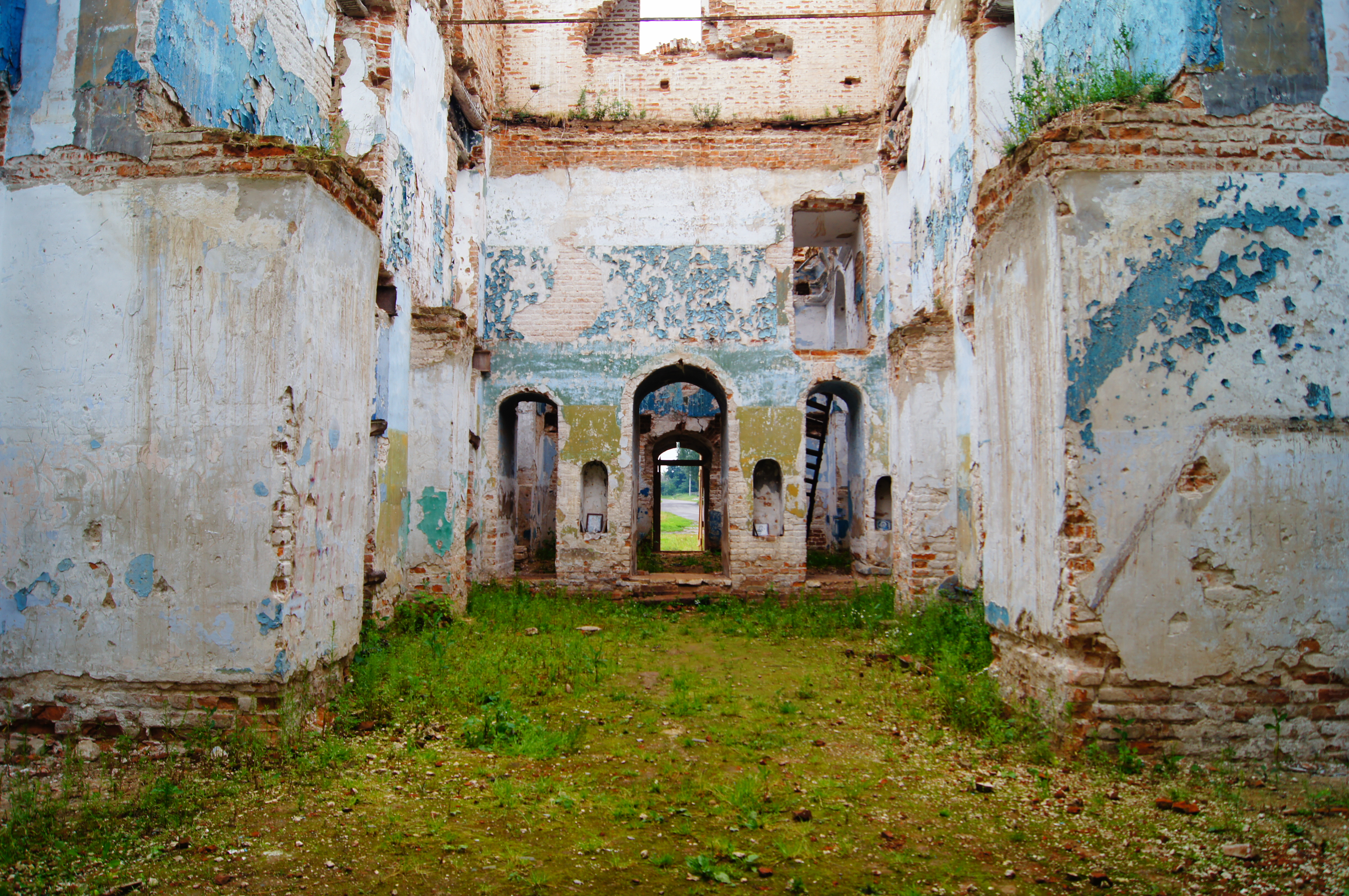
Интерьер

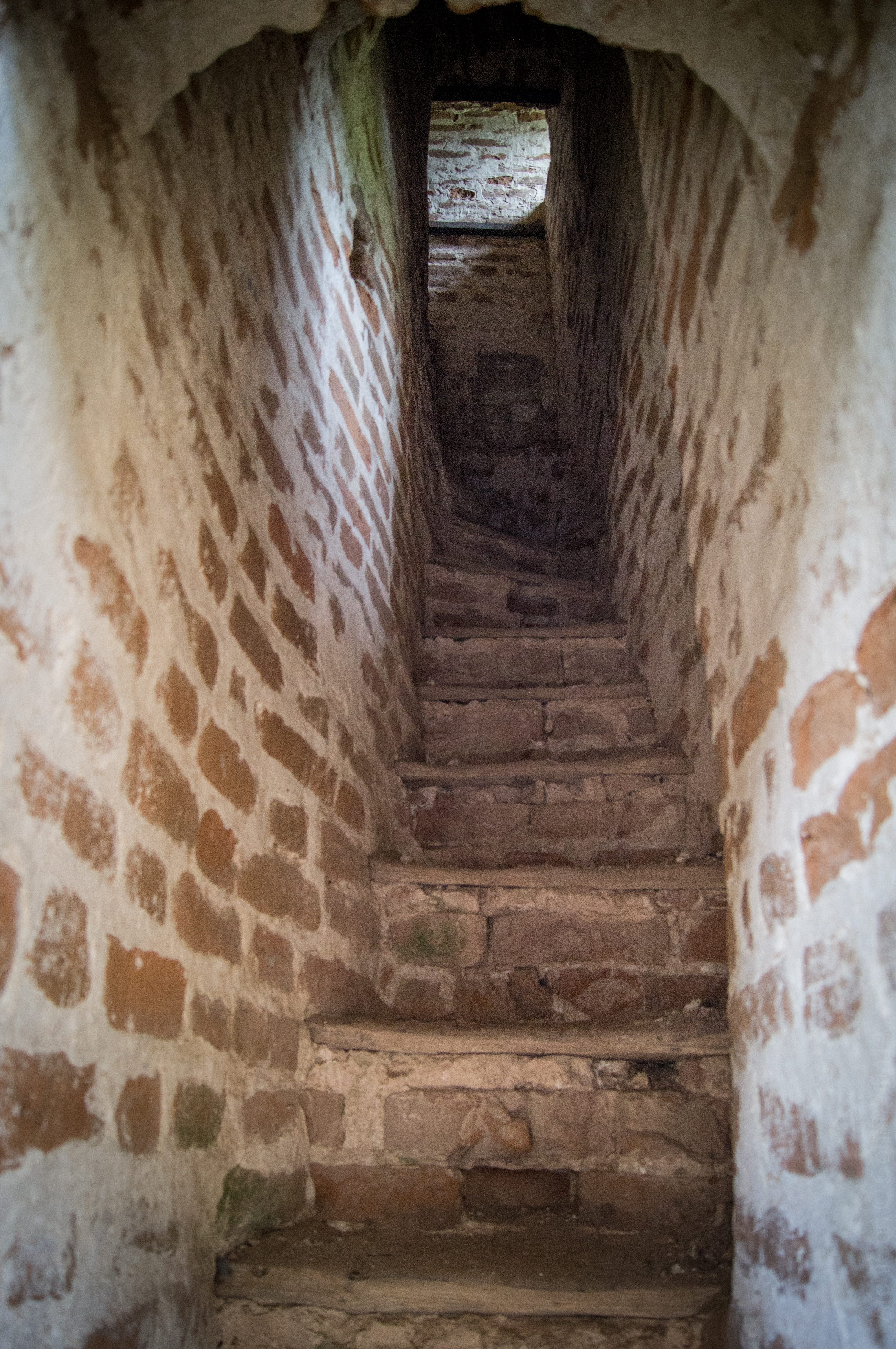
Ход на колокольню

Каменная церковь в селе Хотылёво построена и освящена в 1763 году на средства богатого брянского помещика Фаддея Петровича Тютчева, владельца села.
После 1917 года храм пришёл в запустение, в 1929 году храм был закрыт. В 1934 году здание приспособлено под общежитие учащихся техникума, был сделан второй этаж, добавлен над ним потолок, лепнина сбита.
В годы Великой Отечественной войны храм пострадал от фашистских оккупантов. В конце 1940-х годов было разрушено завершение храма.
К настоящему моменту храм сохраняется в полуразрушенном состоянии, без внутреннего лепного убранства.

## Архитектура
Представляет собой бесстолпное трёхчастное здание, кирпичное и оштукатуренное. Основной квадратный в плане четверик храма, с закруглёнными углами, был увенчан малым восьмериком с купольной кровлей. К нему примыкают небольшой прямоугольный алтарь с закруглённой восточной стеной и короткая прямоугольная трапезная с четвериком паперти, над которой ранее возвышалась колокольня (сохранились только остатки нижнего яруса). На колокольню, от которой сохранились только остатки нижнего яруса, веле лестница, устроенная при входе в правой стене:182.
В храме изначально было два алтаря: в честь Преображения Господня и в честь иконы Божией Матери «Казанской». В 1895 году алтари были соединены в один в честь Преображения Господня.
Церковь была выполнена в стиле елизаветинского барокко, украшена пышной полихромной лепниной. Сохранились фрагменты в виде скульптур ангелов и различных архитектурных деталей на стенах чердака перестроенного здания:183.

## Восстановление
В 2014 году ко дню Святой Троицы около храма был установлен поклонный крест. В день Пятидесятницы благочинный Брянского районного округа иерей Константин Серенков и настоятель храма иерей Валерий Анохов совершили праздничный молебен и чин освящения креста.
4 июня 2014 года в библиотеке имени Ф. И. Тютчева состоялся областной семинар по охране памятников культуры с участием региональных чиновников, районной администрации и благочинного Брянского районного церковного округа иерея Константина Серенкова. Семинар рекомендовал направить заявку о включении храма Преображения Господня в программу восстановления памятников культуры.